# Vysoká u Holic
Vysoká u Holic je vesnice, část obce Ostřetín v okrese Pardubice. Nachází se asi 2,5 km na jihovýchod od Ostřetína. Prochází zde silnice I/35, silnice II/322. V roce 2009 zde bylo evidováno 75 adres. V roce 2011 zde trvale žilo 146 obyvatel. 

## Historie
Vysoká u Holic je také název katastrálního území o rozloze 3,48 km2.
Vysoká u Holic byla k obci Ostřetín připojena v roce 1960.
První písemná zmínka o Vysoké u Holic pochází z roku 1454. V letech 1869-1880 se tato část obce Ostřetín jmenovala Vysoká u Holice. 